# 朱次琦
朱次琦（1807年—1882年），字稚圭，一字子襄，人称九江先生，广东南海县九江下西太平村人，晚清思想家、儒学家、教育家、学者、诗人。

## 生平
朱次琦于道光二十七年（1847年）中丁未科进士。任山西襄陵县令，任内政绩显著，邑人立碑以记。后引疾辞官，在家乡讲学二十余年。光绪七年（1881年），赏五品卿衔，数月後卒。《清史稿》将其列入儒林传。
六世從祖為天啟元年舉人、臨淮縣知縣、南明戶部郎中朱實蓮。

## 著作
著有《国朝名臣言行录》、《五史实徵录》、《国朝逸民传》、《性学源流》、《蒙古闻见》等书，多被其自行焚毁。仅存手辑《朱氏传芳集》五卷，《南海九江朱氏家谱》十二卷，《大雅堂诗集》一卷，《燔馀集》一卷及《橐中集》一卷。后人整理《九江先生集》10卷。简竹居、康有为是其门生。

## 遗迹
朱子襄墓。

## 延伸阅读
[在维基数据编辑]
 《清史稿·卷480》，出自趙爾巽《清史稿》